# سورولوفس

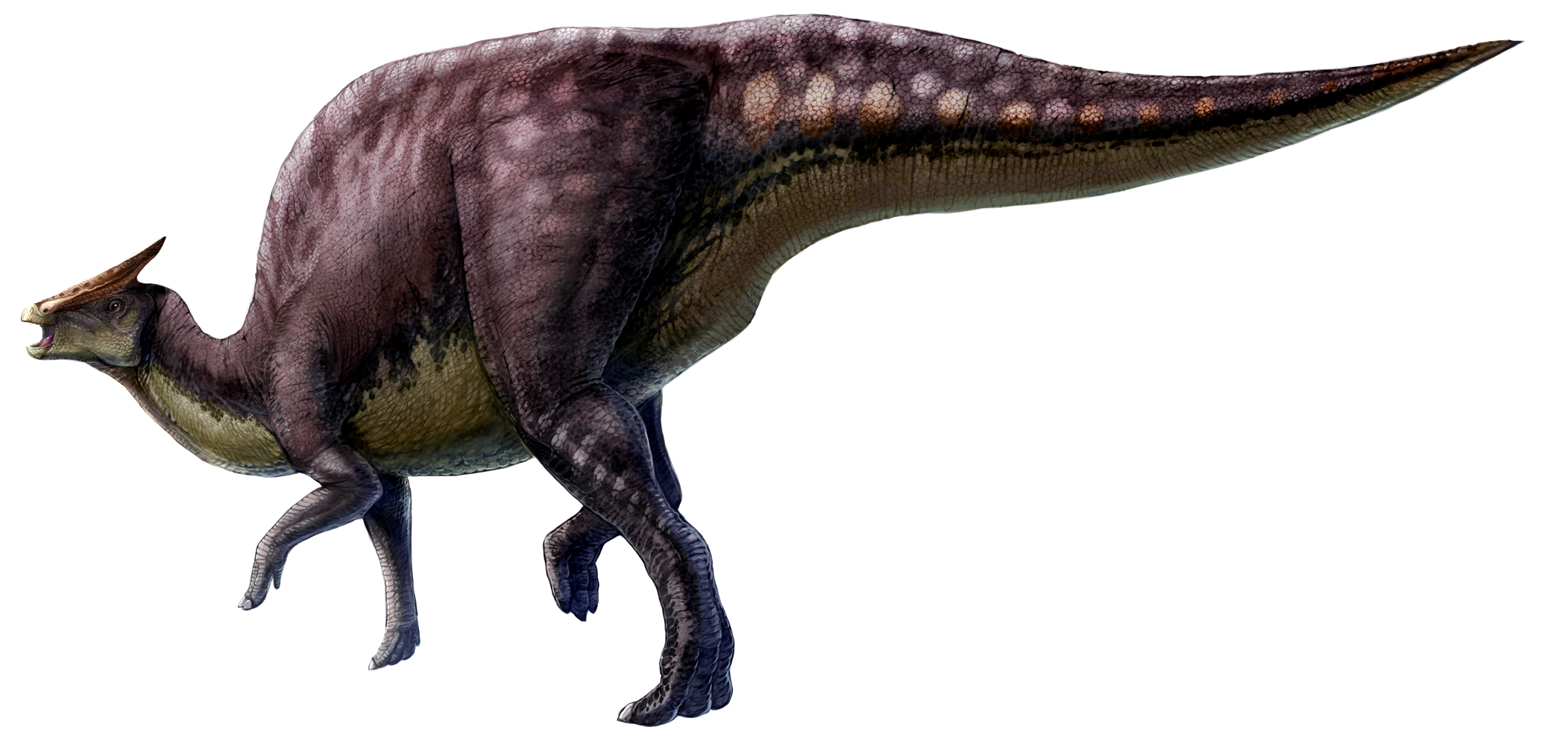
إعادة إنشاء الـ S. osborni

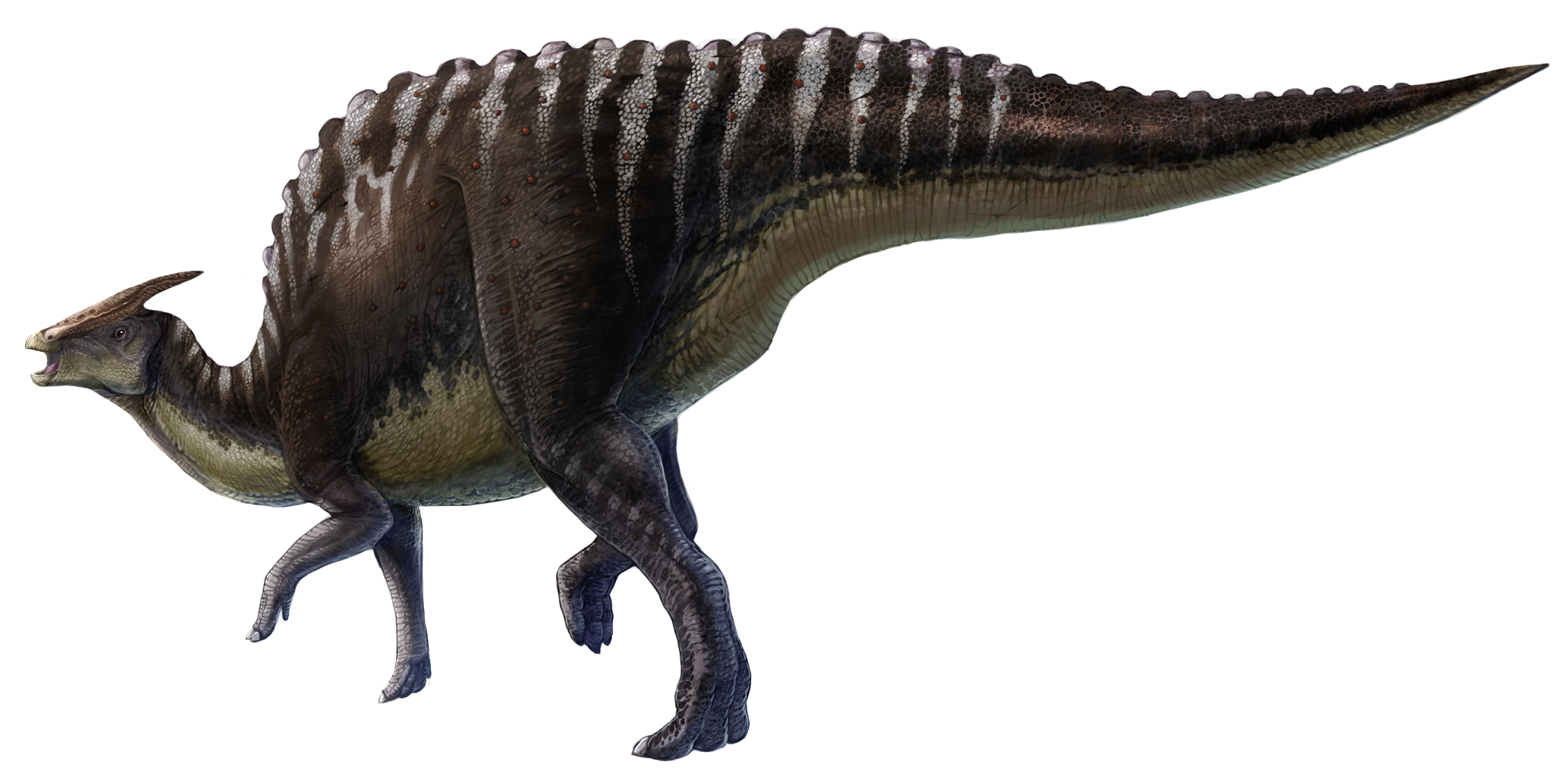
إعادة إنشاء الـ S. angustirostris

السورولوفس (Saurolophus"، سحلية العُرف") هو جنس منقرض كبير من ديناصورات الهادروصوريات عاش منذ حوالي 70.0-68.5 مليون سنة مضت  في عصر الطباشيري المتأخر في أمريكا الشمالية وآسيا، وهو واحد من أنواع قليلة من أجناس الديناصورات المعروفة من عدة قارات وقد تميز بعرف على رأسه، السورولوفس كان آكلاً للنباتات وكان يستطيع أن يتحرك مثل ثنائيات الحركة ورباعيات الحركة.
النوع النمطي S. osborni وصفه الإحاثي بارنوم براون في سنة 1912 من حفريات كندية، ونوع آخر هو S. angustirostris ممثل في العديد من العينات من منغوليا والتي وصفها الإحاثي أناتولي كونستانتينوفيتش روجديستفينسكي.

## وصلات خارجية
- Saurolophus, from the Natural History Museum